# Witold Krassowski
Witold Krassowski (né le 10 avril 1956 à Varsovie) est un photographe polonais, lauréat de plusieurs prix.

## Formation
Autodidacte en photographie, il  a étudié de 1975 à 1980 à l'Institut de linguistique appliquée de l'Université de Varsovie (spécialité : langue et littérature française) et a fait des études post diplôme à l'Institut de linguistique générale et appliquée de l'Université de Paris III Sorbonne Nouvelle.
Il a obtenu en 2009 un doctorat à l'Université de Silésie au Wydział Radia i Telewizji im. Krzysztofa Kieślowskiego Uniwersytetu Śląskiego.

## Carrière professionnelle
Witold Krassowski, connu aussi sous le nom de Witek Krassowski, a commencé sa carrière de photographe comme reporter pour l'hebdomadaire catholique "Przegląd Katolicki" et pour l'agence Network Photographers.
Il collabore régulièrement avec les journaux et magazines "Der Spiegel", "The Observer", "The Independent", "New Yorker", "National Geographic" et "Gazeta Wyborcza".
Il a été tour à tour lauréat (deux fois) et membre (1999) du jury du World Press Photo.
Il a remporté à plusieurs reprises un prix au Concours de la photographie de presse polonaise (1994, 1995, 1996, 1997, 2000, 2003).
Il a à son compte de nombreuses expositions collectives ou personnelles par lesquelles "Powidoki z Polski" sur les transformations sociales en Pologne dans les années 1987-1997.
Il est membre actif et a été vice-président de l'Association des artistes photographes polonais (ZAPF) (en polonais : Związek Polskich Artystów Fotografików).
Il est depuis 2009 professeur à l'Académie des beaux-arts de Varsovie (faculté des arts des médias et de scénographie) et la Warszawska Szkoła Fotografii (École varsovienne de photographie).

## Publications
Les photographies de Witold Krassowski ont été publiées dans de nombreuses publications européennes et américaines.

On peut relever, en dehors de ses contributions régulières à des magazines et à des quotidiens polonais :
- The Independent Magazine
- 75 Years of Leica,
- The Hope Project,
- The Inferno-Paradiso Project,
- Magic Moments II - contribution

Livres
- “Visages de l’Est”, préface de Frédéric Dard, Paris, Nathan, 1991, 1997.  (ISBN 2-09-240082-7 et 978-2-09-240082-1)
- "Powidoki z Polski"[2], Album de photos, 224 p., 101 photos (noir et blanc), textes polonais : Sławomir Mizerski (Polityka), textes allemands : Thomas Urban (Süddeutsche Zeitung), préface de Jacek Żakowski, EK Pictures, Varsovie, 2009  (ISBN 978-83-910577-1-1)[5]
- Pieśń na wyjście… ostatni mistrzowie sceny Witold Krassowski, EK Pictures, 2011  (ISBN 978-83-910577-2-8)

## Expositions
- 1988 - Freightdoors Gallery, Santa Clara, Californie, USA
- 1989-1992 - Photographers Gallery, Londres et autres villes de Grande-Bretagne
- 1991 - Kaboul, Caracas
- 1992 - Perpignan, exposition collective
- 1997 - “British Pastimes” dans diverses villes de Pologne[6]
- 1999 - "After-images of Poland" (Powidoki z Polski) dans diverses villes de Pologne
- 2000 - Varsovie ; participation à Magic Moments II dans diverses villes de Pologne[7]
- 2001 - Munich, Cologne
- 2002 - Bielsko-Biała
- 2006 - Lisbonne, Portugal[8]
- 2007 - Budapest, Hongrie[9]

## Récompenses et distinctions
- 1992 - World Press Photo - 3e prix dans la catégorie "Images de la vie quotidienne"
- 1994, 95 - Konkurs Polskiej Fotografii Prasowej, Concours de la photographie de presse polonaise - 1er prix dans la catégorie "Images de la vie quotidienne"
- 1996 - Konkurs Polskiej Fotografii Prasowej, Concours de la photographie de presse polonaise - 2d prix dans la catégorie "Images de la vie quotidienne"
- 1997 - Konkurs Polskiej Fotografii Prasowej, Concours de la photographie de presse polonaise - 1er et 2nd prix dans la catégorie "Images de la vie quotidienne"
- 2000 - Konkurs Polskiej Fotografii Prasowej, Concours de la photographie de presse polonaise - 1er prix dans la catégorie "Arts et Culture"
- 2001 - The British Design & Art Direction "Yellow Pencil" Award (silver)
- 2003 - World Press Photo - 3e prix dans la catégorie "Science et Technologie"
- 2003 - Konkurs Polskiej Fotografii Prasowej, Concours de la photographie de presse polonaise - 2d prix dans la catégorie "Images de la vie quotidienne"
- 2005 - Art & Worship Award, 1er prix, Téhéran
- 2007 - Prix du CICR